# Alejandro Portes
Alejandro Portes (né le 13 octobre 1944) est un sociologue cubano-américain. Il est membre de l'Académie nationale des sciences, ainsi que du conseil d'administration et du conseil scientifique de l'Institut des sciences sociales de l'IMDEA. Il a également été président de l'American Sociological Association en 1999.  
Ses études universitaires se sont concentrées sur l'immigration aux États-Unis et les facteurs affectant le sort des immigrants et de leurs enfants. Il est très connu pour avoir forgé le concept d'assimilation segmentée et avoir étudié le rôle du capital social, notamment dans l'intégration des immigrés,. 
Son travail est très cité en sociologie économique, de la sociologie culturelle et de la race et l'ethnicité. 

## Carrière
Portes a fréquenté l'Université de La Havane entre 1959 et 1960, l'Université catholique de Buenos Aires en et a obtenu son baccalauréat universitaire ès lettres à l'Université Creighton en 1965. Il a obtenu sa maîtrise en 1967 et son doctorat en sociologie en 1970 à l'Université du Wisconsin à Madison. Portes a occupé la Chaire John Dewey en arts et sciences à l'Université Johns Hopkins et la chaire émérite Emilio Bacardi à l'Université de Miami. Il a également enseigné à l'Université du Texas à Austin et à Université Duke. En 1993, son livre City on the Edge remporté le prix du meilleur livre en sociologie urbaine et en anthropologie urbaine. En 2002, il a reçu le Distinguished Scholarly Publication Award de l'American Sociological Association pour son ouvrage Legacies: The Story of the Immigrant Second Generation. En 2008, Portes a reçu le NAS Award for Scientific Reviewing de l'Académie nationale des sciences. Il est titulaire de diplômes honorifiques de la New School for Social Research, de l'Université de Gênes et de l'Université du Wisconsin-Madison . 